# 岩鞍

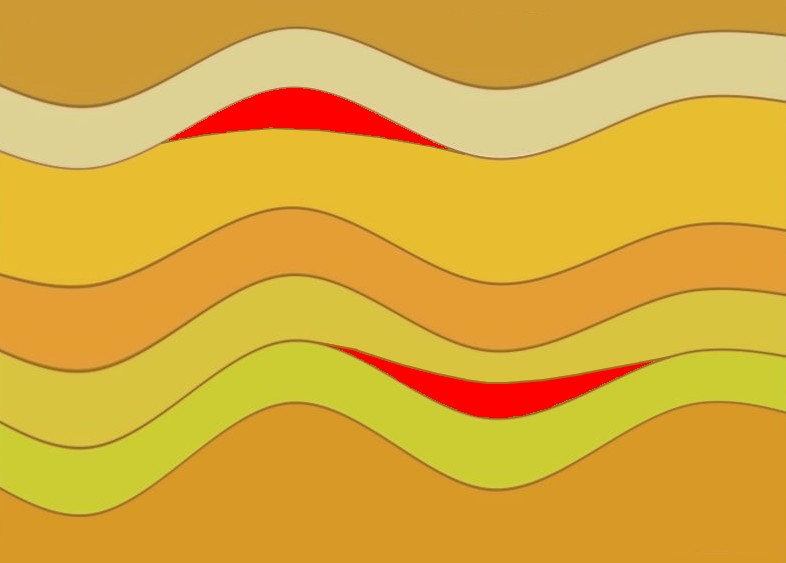
地質剖面展示褶皺構造中的岩鞍狀火成岩（紅色）

岩鞍（英語：phacolith）是一種侵入火成岩的岩體，大致平行於層理面。 是一個透鏡狀岩體形成于背斜的頂部或向斜的槽谷。 偶爾它能從背斜的頂部延伸到相鄰的向斜的槽中，因此其橫截面呈 S 形。 在褶皺的地形中，褶皺的背斜頂和向斜槽是減壓區，因此利於岩漿侵入.

## 實例
在新澤西州蘇塞克斯縣的富蘭克林和漢堡地區。
愛爾蘭的奧美冥王星.
印度拉賈斯坦邦阿杰梅爾區巴亞蘭附近.
英格蘭什羅普郡的康登山.